# بطولة اتحاد غرب آسيا تحت 23 سنة 2021
بطولة اتحاد غرب آسيا تحت 23 سنة 2021 هي النسخة الثانية من بطولة اتحاد غرب آسيا تحت 23 سنة، وهي بطولة دولية لمن هم تحت 23 سنة للدول الأعضاء في اتحاد غرب آسيا لكرة القدم. أقيمت في السعودية في الفترة من 4 إلى 12 أكتوبر 2021، بمشاركة 11 فريقًا. فقط اللاعبون المولودون في 1 يناير 1998 أو بعده كانوا مؤهلين للمشاركة.
كانت إيران حاملة اللقب، لكنها لم تتمكن من الدفاع عن اللقب بعد انضمامها إلى اتحاد وسط آسيا لكرة القدم.
فازت الأردن بأول بطولة لها، بفوزه على المستضيف السعودية 3-1 في النهائي.

## الفرق

### المشاركون
شارك في البطولة أحد عشر منتخبًا. وافق جميع أعضاء اتحاد غرب آسيا لكرة القدم، على المشاركة في البطولة، باستثناء قطر.
| المنتخب                  | الظهور | آخر ظهور | أفضل أداء سابق  |
| ------------------------ | ------ | -------- | --------------- |
| البحرين                  | الثاني | 2015     | مرحلة المجموعات |
| العراق                   | الأول  | —        | —               |
| الأردن                   | الثاني | 2015     | مرحلة المجموعات |
| الكويت                   | الأول  | —        | —               |
| لبنان                    | الأول  | —        | —               |
| عمان                     | الثاني | 2015     | مرحلة المجموعات |
| فلسطين                   | الثاني | 2015     | مرحلة المجموعات |
| السعودية                 | الثاني | 2015     | مرحلة المجموعات |
| سوريا                    | الثاني | 2015     | الوصيف          |
| الإمارات العربية المتحدة | الثاني | 2015     | مرحلة المجموعات |
| اليمن                    | الثاني | 2015     | نصف النهائي     |

### القرعة
قُسِّمَت الفرق الإحدى عشر إلى ثلاث مجموعات في 12 سبتمبر 2021: المجموعة الأولى والثانية بأربعة فرق والمجموعة الثالثة بثلاثة. الفائزون بالمجموعات الثلاث، إلى جانب أفضل وصيف في المجموعات كلها، تقدموا مباشرة إلى مرحلة خروج المغلوب.

### التشكيلات
كان يجب على كل فريق أن يتكون من 23 لاعباً، ثلاثة منهم على الأقل من حراس المرمى.

## الأماكن
| الخبر                                   | الخبر الدمامبطولة اتحاد غرب آسيا تحت 23 سنة 2021 (المملكة العربية السعودية) | الدمام                  |
| --------------------------------------- | --------------------------------------------------------------------------- | ----------------------- |
| ملعب مدينة الأمير سعود بن جلوي الرياضية | الخبر الدمامبطولة اتحاد غرب آسيا تحت 23 سنة 2021 (المملكة العربية السعودية) | ملعب الأمير محمد بن فهد |
| السعة: 15,000                           | الخبر الدمامبطولة اتحاد غرب آسيا تحت 23 سنة 2021 (المملكة العربية السعودية) | السعة: 26,000           |
|                                         | الخبر الدمامبطولة اتحاد غرب آسيا تحت 23 سنة 2021 (المملكة العربية السعودية) |                         |

## مرحلة المجموعات
تأهل الفائزون بالمجموعات الثلاث وأفضل وصيف في المجموعات كلها إلى دور نصف النهائي.
جميع الأوقات حسب ت ع م+03:00.

### المجموعة الأولى
| م | الفريق | لعب | ف | ت | خ | أ.له | أ.ع | أ.ف | نقاط | التأهل                       |
| - | ------ | --- | - | - | - | ---- | --- | --- | ---- | ---------------------------- |
| 1 | الأردن | 3   | 2 | 0 | 1 | 4    | 3   | +1  | 6    | يتقدم إلى مرحلة خروج المغلوب |
| 2 | اليمن  | 3   | 1 | 1 | 1 | 3    | 3   | 0   | 4    |                              |
| 3 | عمان   | 3   | 1 | 1 | 1 | 2    | 2   | 0   | 4    |                              |
| 4 | الكويت | 3   | 0 | 2 | 1 | 3    | 4   | −1  | 2    |                              |

| الأردن | 0–1   | عمان        |
| ------ | ----- | ----------- |
|        | تقرير | - النبي 42' |

| اليمن        | 1–1   | الكويت        |
| ------------ | ----- | ------------- |
| - الضاحي 52' | تقرير | - الراشدي 42' |

| عمان | 0–1   | اليمن         |
| ---- | ----- | ------------- |
|      | تقرير | - الغواشي 28' |

| الكويت       | 1–2   | الأردن                     |
| ------------ | ----- | -------------------------- |
| - الراشدي 8' | تقرير | - أبو طه 58' - أبو رزق 88' |

| الأردن                       | 2–1   | اليمن        |
| ---------------------------- | ----- | ------------ |
| - عوض 35' (ج.) - أبو رزق 87' | تقرير | - الضاحي 40' |

| الكويت          | 1–1   | عمان          |
| --------------- | ----- | ------------- |
| - السلامة 90+7' | تقرير | - البلوشي 53' |

### المجموعة الثانية
| م | الفريق                   | لعب | ف | ت | خ | أ.له | أ.ع | أ.ف | نقاط | التأهل                       |
| - | ------------------------ | --- | - | - | - | ---- | --- | --- | ---- | ---------------------------- |
| 1 | العراق                   | 3   | 2 | 1 | 0 | 5    | 2   | +3  | 7    | يتقدم إلى مرحلة خروج المغلوب |
| 2 | فلسطين                   | 3   | 2 | 0 | 1 | 5    | 3   | +2  | 6    |                              |
| 3 | الإمارات العربية المتحدة | 3   | 1 | 0 | 2 | 3    | 3   | 0   | 3    |                              |
| 4 | لبنان                    | 3   | 0 | 1 | 2 | 4    | 9   | −5  | 1    |                              |

| فلسطين | 0–1   | العراق           |
| ------ | ----- | ---------------- |
|        | تقرير | - عبد الكريم 81' |

| الإمارات العربية المتحدة                   | 3–0   | لبنان |
| ------------------------------------------ | ----- | ----- |
| - عبيد 32' - عبد الرحمن 34' - عبد الله 78' | تقرير |       |

| لبنان                | 2–4   | فلسطين                             |
| -------------------- | ----- | ---------------------------------- |
| - ناصر 28' - بدر 62' | تقرير | - درية 6'، 12'، 71' - النبريسي 47' |

| العراق                  | 2–0   | الإمارات العربية المتحدة |
| ----------------------- | ----- | ------------------------ |
| - زامل 41' - محمد 90+2' | تقرير |                          |

| فلسطين     | 1–0   | الإمارات العربية المتحدة |
| ---------- | ----- | ------------------------ |
| - موسى 16' | تقرير |                          |

| لبنان           | 2–2   | العراق                  |
| --------------- | ----- | ----------------------- |
| - ناصر 33'، 45' | تقرير | - إقبال 15' - سرتيب 55' |

### المجموعة الثالثة
| م | الفريق       | لعب | ف | ت | خ | أ.له | أ.ع | أ.ف | نقاط | التأهل                       |
| - | ------------ | --- | - | - | - | ---- | --- | --- | ---- | ---------------------------- |
| 1 | السعودية (H) | 2   | 2 | 0 | 0 | 5    | 0   | +5  | 6    | يتقدم إلى مرحلة خروج المغلوب |
| 2 | سوريا        | 2   | 1 | 0 | 1 | 4    | 3   | +1  | 3    | يتقدم إلى مرحلة خروج المغلوب |
| 3 | البحرين      | 2   | 0 | 0 | 2 | 1    | 7   | −6  | 0    |                              |

| البحرين       | 1–4   | سوريا                                                |
| ------------- | ----- | ---------------------------------------------------- |
| - الحايكي 67' | تقرير | - محمد 7' - أحمد الخصي 29' - الحلاق 79' - أكيل 90+3' |

| سوريا | 0–2   | السعودية                             |
| ----- | ----- | ------------------------------------ |
|       | تقرير | - الحمدان 11' (ج.) - رديف 90+2' (ج.) |

| السعودية                           | 3–0   | البحرين |
| ---------------------------------- | ----- | ------- |
| - اليامي 48' - رديف 54' - مران 73' | تقرير |         |

### ترتيب الفرق صاحبة المركز الثاني
تأهل أفضل فريق وصيف من المجموعات الثلاث إلى دور نصف النهائي إلى جانب الفائزين بالمجموعة الثلاث. ضمت المجموعة الثالثة ثلاثة فرق فقط مقارنة بأربعة فرق في المجموعتين الأخريين. لذلك لم تحسب النتائج ضد فريق صاحب المركز الرابع عند تحديد ترتيب الوصيفين.
| م | مج      | الفريق | لعب | ف | ت | خ | أ.له | أ.ع | أ.ف | نقاط | التأهل                       |
| - | ------- | ------ | --- | - | - | - | ---- | --- | --- | ---- | ---------------------------- |
| 1 | الثالثة | سوريا  | 2   | 1 | 0 | 1 | 4    | 3   | +1  | 3    | يتقدم إلى مرحلة خروج المغلوب |
| 2 | الأولى  | اليمن  | 2   | 1 | 0 | 1 | 2    | 2   | 0   | 3    |                              |
| 3 | الثانية | فلسطين | 2   | 1 | 0 | 1 | 1    | 1   | 0   | 3    |                              |

## مرحلة خروج المغلوب

### المسار
|  | نصف النهائي        | نصف النهائي |                    |   | النهائي | النهائي |
|  |                    |             |                    |   |         |         |
|  | 10 أكتوبر – الخبر  |             |                    |   |         |         |
|  |                    |             |                    |   |         |         |
|  | الأردن             | 5           |                    |   |         |         |
|  | الأردن             | 5           | 12 أكتوبر – الدمام |   |         |         |
|  | سوريا              | 2           |                    |   |         |         |
|  | سوريا              | 2           | الأردن             | 3 |         |         |
|  | 10 أكتوبر – الدمام |             | الأردن             | 3 |         |         |
|  |                    | السعودية    | 1                  |   |         |         |
|  | العراق             | السعودية    | 1                  | 0 |         |         |
|  | العراق             |             |                    | 0 |         |         |
|  | السعودية           | 1           |                    |   |         |         |
|  | السعودية           | 1           |                    |   |         |         |

### نصف النهائي
| الأردن                                                                     | 5–2   | سوريا                      |
| -------------------------------------------------------------------------- | ----- | -------------------------- |
| - صياحين 6' - النعيمات 19' - الحوراني 44' - أبو رزق 81' - سعادة 90+4' (ج.) | تقرير | - ريحانية 61' - بشماني 86' |

| العراق | 0–1   | السعودية     |
| ------ | ----- | ------------ |
|        | تقرير | - الغنام 49' |

### النهائي
| الأردن                                          | 3–1   | السعودية     |
| ----------------------------------------------- | ----- | ------------ |
| - النعيمات 29' - أبو الجزار 76' - أبو رزق 90+4' | تقرير | - الغنام 20' |

### البطل
| بطل بطولة اتحاد غرب آسيا لكرة القدم تحت 23 سنة 2021 |
| --------------------------------------------------- |
| · الأردن · للمرة الأولى                             |

## الإحصائيات

### الهدافون
عدد الأهداف المُسجلة  51 هدفًا  في 18 مباراة، بمتوسط 2.83 هدفًا في المباراة الواحدة.
4 أهداف
- محمد أبو رزق

3 أهداف
- محمد ناصر
- محمد درية

هدفان
- يزن النعيمات
- عيد الراشدي
- خالد الغنام
- عبد الله رديف
- عمر الضاحي

هدف
- سعيد الحايكي
- حسن عبد الكريم
- زيدان إقبال
- منتظر محمد
- أحمد سرتيب
- صديق زامل
- يوسف أبو الجزار
- مهند أبو طه
- هادي الحوراني
- عبد الله عوض
- إبراهيم سعادة
- خالد صياحين
- بندر السلامة
- خليل بدر
- عبد الله البلوشي
- عيسى النبي
- خالد النبريسي
- يدر موسى
- عبد الله الحمدان
- حمد اليامي
- محمد مران
- أمين أكيل
- محمد الحلاق
- أحمد الخصي
- علي بشماني
- يوسف محمد
- محمد ريحانية
- أحمد عبد الله
- عبد الله عبد الرحمن
- سعيد عبيد
- ناصر الغواشي

### الجوائز
| لاعب البطولة | الحذاء الذهبي          | القفاز الذهبي |
| ------------ | ---------------------- | ------------- |
| يزن النعيمات | محمد أبو رزق (4 أهداف) | نواف العقيدي  |